# 北京市普仁醫院
北京市普仁醫院，原北京市第四医院，现为一所北京市的二級甲等醫院、北京市基本医疗定点单位，位于东城区崇文门外大街100号，是一所综合性医院。为安徽省皖南医学院教学医院、首都醫科大學教學醫院。该院始于1900年。